# Alfa raspad
Alfa raspad je pretvaranje jedne atomske jezgre u drugu uz emitiranje alfa-čestica. Jezgra se transformira (ili "raspada") na manju jezgru masenog broja manjeg za 4 i atomskog broja manjeg za 2 i na alfa-česticu. Na primjer:
238U →  234Th +  α
Većina helija na Zemlji (oko 99%) je produkt alfa-raspada uranija i torija. Do raspada dolazi zbog nestabilnosti atomske jezgre odnosno neuravnoteženoga broja protona i neutrona u njoj. Neke su atomske jezgre prirodno nestabilne i raspadaju se u dužem ili kraćem vremenskom intervalu (vrijeme poluraspada) a neke stabilne atomske jezgre mogu postati nestabilne nakon što na njih djeluju čestice velike energije.
Alfa raspad se događa najčešće kod masivnih jezgri koje imaju prevelik omjer protona u odnosu na neutrone. Alfa čestica s dva protona i dva neutrona je vrlo stabilna konfiguracija nukleona. Mnoge se jezgre masivnije od olova (> 106 u ili više od 106 atomskih jedinica mase) raspadaju ovim raspadom. Najmanja atomska jezgra koja može zračiti alfa-čestice je telurij (Z = 52), koji ima atomsku masu od 106 do 110. Kod alfa raspada atomska masa i redni brojevi jezgre se mijenjaju, što znači da atomska jezgra koja se raspada i jezgra nastala tim raspadom pripadaju različitim kemijskim elementima, te stoga, imaju različita kemijska svojstva.
Kad je omjer neutrona i protona u atomskoj jezgri određenih atoma prenizak, oni emitiraju alfa-česticu kako bi uspostavili ravnotežu. Na primjer: polonij-210 ima 126 neutrona i 84 protona što je omjer od 1,50 naprema 1. Nakon radioaktivnog raspada emitiranjem alfa-čestice, omjer postaje 124 neutrona naprema 82 protona ili 1,51 naprema 1. Budući da broj protona u jezgri određuje element, polonij-210 nakon emisije alfa čestice postaje olovo-206 koji je stabilan element.
Atomi koji emitiraju alfa-čestice uglavnom su vrlo veliki atomi, tj. imaju visoke atomske brojeve. Mnogo je prirodnih i umjetnih radioaktivnih elemenata koji emitiraju alfa-čestice. Prirodni izvori alfa-čestica imaju atomski broj najmanje 82, uz neke iznimke. Najvažniji alfa emiteri su: americij-241 (Z = 95), plutonij-236 (Z = 94), uranij-238 (Z = 92), torij-232 (Z = 90), radij-226 (Z = 88), radon-222 (Z = 86). Alfa emiteri su prisutni u različitim količinama u gotovo svim stijenama, tlu i vodi. Nakon emisije, alfa čestice se zbog velike mase i električnog naboja gibaju relativno sporo (otprilike 1/20 brzine svjetlosti) i u zraku potroše svu energiju nakon nekoliko centimetara i tada vežu slobodne elektrone i postaju helij.

## Svojstva alfa raspada

### Brzina i energija alfa-čestica
U pogledu početne brzine alfa-čestica, energije, dometa, apsorpcije i prodornosti kroz razne tvari, kao i sposobnost za ionizaciju plinova, utvrđeno je da one imaju svoje posebne osobine, koje zavise od prirode radioaktivnog elementa iz kojeg potiču. Početna brzina alfa-čestica je različita za različite radioaktivne elemente i iznosi od 14 000 do 22 000 km/s, što je oko 5 do 7,5% brzine svjetlosti.
Kinetička energija alfa-čestica ovisi od prirode radioaktivnog elementa iz kojeg potiče i kreće se od 4 do 10 MeV. Ispočetka se smatralo da sve alfa-čestice, koje emitiraju radioaktivni elementi, imaju istu brzinu, ali su onda pokusi pokazali da jedan radioaktivni izotop može zračiti alfa-čestice različitih brzina ili različitih kinetičkih energija. Tako je poznato da radij-226 zrači alfa-čestice s 4 energetske grupe: 7,68 MeV, 8,277 MeV, 9,066 MeV i 10,505 MeV.

### Domet i apsorpcija alfa-čestica
Hans Geiger je empirijskim putem utvrdio ovisnost dometa alfa-čestica, pod standardnim tlakom i temperaturom, o njihovoj početnoj brzini. Također je Geiger, zajedno s Johnom Nuttallom, pronašao vezu između vremena poluraspada, odnosno konstante raspadanja λ, nekog radioaktivnog elementa koji zrači alfa-čestice i njihovog dometa u zraku, što se naziva Geiger-Nuttalov zakon:
{\displaystyle \ln \lambda =-a_{1}{\frac {Z}{\sqrt {E}}}+a_{2}}
gdje je: λ -  konstanta raspadanja (λ = ln 2/vrijeme poluraspada), Z – atomski broj, E – ukupna kinetička energija (alfa-čestice i atomske jezgre iz koje je nastala), te a1 i a2 - konstante.
S obzirom na vrijeme poluraspada radioaktivnih elemenata, utvrđeno je da nestabilni atomi s kratkim životom zrače alfa-čestice velike energije, velike brzine i velikog dometa. Domet alfa-čestice se kreće od 28 mm (torij-232, vrijeme poluraspada 1,39 x 1010 godina) do 86 mm (polonij-212, vrijeme poluraspada 3 x 10−7 sekundi).
Ni sve alfa-čestice jednog istog radioaktivnog elementa nemaju isti domet. Općenito, od ukupnog broja alfa-čestica, najveći njihov dio ima isti domet, a manji dio ima više snopova različitog dometa. To znači, da se alfa-čestice, koje emitira jedan isti izvor, mogu sastojati iz više grupa različitih brzina, odnosno energija. Uglavnom se pojavljuje spektar alfa-čestica, sastavljen od dvije ili više odvojenih energetskih grupa.
Iako alfa-čestice imaju veliku masu i energiju, ipak su njihovi dometi kratki, jer ih kemijske tvari kroz koje prolaze zaustavljaju. Ovo zaustavljanje nastaje zbog međudjelovanja pozitivno nabijenih alfa-čestice i negativnih elektrona iz tvari kroz koje prolaze. Pri tome, elektroni mogu biti izbačeni iz atoma te tvari, a potrebnu energiju daje alfa-čestica. Smanjenjem energije alfa-čestice smanjuje se i njena brzina, a to omogućava da se elektroni s njima sastavljaju, pa se tako dobivaju atomi helija, koji su električki neutralni. Ipak, pri tome kretanju nastaje vrlo jaka ionizacija.

#### Ionizacijsko zračenje
Utvrđeno je da alfa-čestice koje zrače iz raznih radioaktivnih elemenata proizvode od 50 000 do 100 000 ionskih parova, na jedan centimetar zraka, čime nastaje ionizirajuće zračenje. Ako se napravi dijagram koji će na apscisi imati udaljenost alfa-čestica od izvora zračenja, a na ordinati broj ionizacijskih parova koje stvaraju alfa-čestice na raznim udaljenostima od izvora, dobiva se Braggova krivulja. Na njenom završnom dijelu, vidi se znatan uspon, a zatim nagli pad.

#### Tuneliranje ili tunelski učinak
Velika je poteškoća nastala da se objasni kako je moguće da alfa-čestice, čija kinetička energija iznosi pri izbacivanju iz radioaktivnih atomskih jezgri od 4 do 10 MeV, da prođu kroz potencijalnu energetsku barijeru, čije najveće vrijednosti kod elemenata s velikim atomskim brojem iznose oko 25 MeV. Prema klasičnoj teoriji, izlazi da alfa-čestice, koje se nalaze u unutrašnjosti atomske jezgre, ne mogu prodrijeti kroz barijeru i iz njega se osloboditi s energijom, koja je manja od energije potencijalne barijere.
Isto tako, teško je bilo objasniti zašto radioaktivni elementi imaju tako dugo vrijeme poluraspada, koji na primjer za radij-226 iznosi 1600 godina. To znači da se u tako dugom vremenskom periodu, nukleoni (protoni i neutroni) moraju držati zajedno u atomskom jezgru, iako ponekad spontano, bez vanjskih utjecaja, dva protona i dva neutron u obliku alfa-čestice budu izbačeni iz nje.
Taj problem su teoretski riješili 1928. George Gamow, a neovisno o njemu Ronald Gurney i Edward Condon, razvivši teoriju tuneliranja. Prema kvantnoj fizici postoji vjerojatnost da se alfa-čestica s određenom energijom, koja je manja od energije potencijalne barijere, oslobodi atomskog jezgra, kad dođe do njegove površine. Ova vjerojatnost je veća ako je veća energija alfa-čestice i ako je širina barijere manja od vrijednosti njene energije. Alfa-čestica će na neki način dobiti dovoljnu količinu energije od drugih nuklearnih čestica, za svladavanje potencijalne barijere.
Za alfa-čestice sposobne da dospiju do vanjske površine i da ponovno budu ubačene u atomsko jezgro, postoji učestalost. Vrijednost ove učestalosti može se odrediti dijeljenjem veličine polumjera atomske jezgre s procijenjenom brzinom, kojom se alfa-čestice kreću u atomskoj jezgri. Budući da polumjer atomske jezgre iznosi oko 10−15 m, a brzina alfa-čestice koja se u njemu kreće iznosi oko 106 m/s, izlazi da alfa-čestica dolazi do vanjske površine približno 106/10−15 = 1021 puta u sekundi, odnosno da ona pobjegne iz jezgre nakon 1021 pokušaja. To je u stvari bit tunel efekta.

## Povijest
Početkom 20. stoljeća bilo je poznato 5 radioaktivnih elemenata: uranij, torij, polonij, aktinij i radij. Među njima najviše se upotrebljavao radij i to za liječenje raka. Iz radija i njegovih kemijskih spojeva stalno se razvijao jedan plin, koji je isto bio radioaktivan, a nazvan je radijeva emanacija ili radon. Osim radona nastajao je i helij. Iz toga se zaključilo da se radij, ali i svi ostali radioaktivni elementi, pretvaraju u druge elemente s manjom težinom i pri tom postupku zrače. Uočeno je također da je ta prirodna radioaktivnost svojstvena atomima s najvećim atomskim masama i da je to proces koji se događa u unutrašnjosti atoma, znači ne ovisi o vanjskim utjecajima, kao što su tlak, temperatura ili neka kemijska reakcija.
Već 1900. bilo je poznato da jedan dio radioaktivnog zračenja može skrenuti u magnetskom polju. Ernest Rutherford je na osnovu ispitivanja prolaza radioaktivnih zraka kroz tanke listiće aluminija utvrdio da kod zračenja uranijevih spojeva postoje dvije vrste zraka. Onu vrstu zraka koje ne mogu da prođu kroz aluminijsku pločicu debljine 0,02 mm nazvao je alfa-česticama, a onu vrstu koja je prolazila i kroz deblje slojeve nazvao je beta-česticama. Iste godine francuski znanstvenik Paul Villard je otkrio i treću vrstu radioaktivnog zračenja, za koju se utvrdilo da ima veliku prodornu moć i da ne skreće u magnetskom polju, a nazvane su gama-česticama. Na osnovu skretanja u magnetskom polju, utvrdeno je da alfa-čestice imaju pozitivni električni naboj, a beta-čestice negativan električni naboj.
Rutherford i Hans Geiger su 1908. mjerenjem utvrdili da alfa-čestice imaju dvostruki električni naboj, a da im je masa jednaka četverostrukoj masi atoma vodika. Kada alfa-čestica privuče dva elektrona, ona prelazi u atom helija. Iz toga je Rutherford zaključio da su alfa-čestice ustvari ioni helija ili samo atomska jezgra helija. Za beta-čestice se utvrdilo da se u magnetskom i električnom polju ponašaju isto kao i katodne zrake ili elektroni. To znači da su beta-čestice ustvari elektroni velikih brzina, ali za razliku od elektrona u elektronskom omotaču atoma, nastaju iz atomske jezgre.

### Pokus s alfa-česticama i zlatnim listićem
Pokus s alfa-česticama i zlatnim listićem je bio jedan od najznačajnih pokusa u nuklearnoj fizici, jer je to bio prvi dokaz da u atomu postoji atomska jezgra. Rutherford okuplja plodan tim istraživača, među kojima su Hans Geiger, Ernest Marsden, George Hevesy, Henry Moseley, a nekoliko je godina dio tima bio i Niels Bohr.
Ključni se pokus za to otkriće dogodio 1909. kada su znanstvenici vrlo tanku zlatnu foliju izložili djelovanju alfa-čestica. Thompsonov model atoma je predviđao će alfa-čestice proći kroz tanki metalni film i raspršiti se pod određenim malim kutovima. No, na veliko je iznenađenje istraživačkoga tima ustanovljeno raspršenje i pod velikim kutovima, a neke su se helijeve jezgre od metalne folije odbile potpuno unatrag. Rutherford je to usporedio s vjerojatnošću da list papira odbije topovsku kuglu. Rezultat je pokusa vodio prema novom modelu atoma, koji je Rutherford predložio 1911.: atom se sastoji od središnjega naboja okruženoga sferičnom raspodjelom naboja suprotnoga predznaka. U početku se pretpostavljalo da su i elektroni građevne čestice atomske jezgre, pa je u modelu za atom dušika rednoga broja 7 bilo pretpostavljeno da u jezgri ima 21 česticu, i to 14 protona i 7 elektrona, a u elektronskom omotaču još 7 elektrona.

### Nuklearna reakcija
Otkriće je spina i spektroskopija dušikovih jezgri, do čega je 1930. došao talijanski fizičar Franco Rasetti, pokazalo da se dušikove jezgre vladaju kao čestice cjelobrojnoga spina, tj. kao bozoni. To je bilo u potpunom neskladu s predloženim modelom dušikove jezgre s 21 nukleonom, pa je to neslaganje nazvano „dušikovom katastrofom“. No, „katastrofa“ je razriješena otkrićem neutrona, koje je 1932. objavio James Chadwick i njegova spina 1/2. Ruski je fizičar Dmitri Ivanenko predložio tada današnji model atoma prema kojem su atomski nukleoni protoni i neutroni, a ne elektroni. Naziv proton za pozitivno nabijeni nukleon prvi je upotrijebio Rutherford, a on je 1919. godine izveo i prvu pretvorbu (transmutaciju) jednoga elementa u drugi; toj je prvoj nuklearnoj reakciji u povijesti bombardirao dušik alfa-česticama i tako dobio kisik.

### Rutherfordovo raspršenje
Rutherfordovo raspršenje je pojava iz nuklearne fizike, kojom se objašnjava skretanja alfa-čestica koje udaraju u tanke listiće metala, a s njim se dokazuje postojanje pozitivno nabijene atomske jezgre, koja ima gotovo svu masu atoma. Rutherfordovo raspršenje je objašnjenje strukture atomske jezgre, koje je nastalo nakon pokusa s alfa-česticama i zlatnim listićem. Rezultati tog pokusa su pokazali da su skretanja alfa-čestica pod velikim kutovima bila jako rijetka, na primjer pri prolazu kroz listić platine na svakih 8000 jedna alfa-čestica bi skrenula pod kutom većim od 90º.

### Prva nuklearna pretvorba
Godine 1919. Ernest Rutherford je, bombardirajući dušik alfa-česticama izveo prvu nuklearnu pretvorbu (transmutaciju) jednog elementa u drugi. Rutherford je prilikom istraživanja raspršenja alfa-čestica kroz zrak, otkrio da prilikom bombardiranja atoma dušika s alfa-česticama nastaju nove jezgre atoma kisika i vodika.
14N + α → 17O + proton 

## Primjena

### Detektor dima
Najčešći detektori dima sadrže male količine radioaktivnog izotopa americija-241, koji se proizvede nuklearnim reakcijama. Alfa-čestica, koja se emitira u raspadu americija-241, ionizira zrak i stvori malu struju naboja koja se mjeri osjetljivim uređajem. Kada dim uđe u detektor, ioni se uhvate česticama dima što umanji struju naboja u detektoru. Ako se to dogodi, alarm se uključi. Kako je prevaljena udaljenost alfa-čestica izuzetno mala u zraku, ne postoji rizik zračenja od ovakvih detektora. Nakon svoje uporabe, ovi se detektori moraju prikladno odlagati, kao radioaktivni otpad.

### Nuklearne baterije
Nuklearne baterije su baterije u kojim se zbiva cijepanje jezgre elementa uranija-235 ili plutonija-239. U nuklearnoj je bateriji nuklearna lančana reakcija cijepanja kontrolirana, tj. može se usporiti ili ubrzati. Uređaji za pretvorbu prirodnog radioaktivnog raspadanja direktno u električnu energiju nisu ništa novo. Tehnologija stvaranja nuklearne baterije započela je još 1913., kada je Henry Moseley prvi puta demonstrirao tzv. Beta ćeliju. Bilo je to u vrijeme kada je sve više rasla potražnja za dugoročnim spremištima energije, posebice u svrhe svemirskih istraživanja 1950-tih i 1960-tih godina. Tijekom godina, razvili su se brojni tipovi i različiti principi rada nuklearnih baterija. Iako su većinom ti principi već odavno poznati, tek u novije vrijeme su se razvile tehnološke mogućnosti za izradu same baterije. Nuklearne baterije koje stvaraju alfa-čestice je puno lakše zaštititi; dovoljno je samo 2,5 mm olovnog lima.

### Eliminatori statičkog elektriciteta
Neki eliminatori statičkog elektriciteta koriste polonij-210, koji zrači alfa-čestice i ionizira zrak, a time i poništava statički elektricitet.

### Nuklearna medicina: terapija
Radioaktivni izotop kobalt-60 emitira gama-zrake koje se koriste za razbijanje stanica raka, a slično tome i cezij-137. U posljednjih desetak godina terapija uništenja stanica raka vrši se pod izravnim snopom masivnih iona iz akceleratora. Za razliku od gama-zraka, koje dijele svoju energiju podjednako na zdravo i nezdravo tkivo, masivne čestice poput protona i alfa-čestica ostavljaju svoju energiju neposredno tamo gdje se zaustave. Ako se energija prikladno odabere, najveći dio energije može se ostaviti u nezdravom tkivu, a ne u zdravom tkivu.

## Utjecaj alfa zračenja na žive organizme
Svijet u kojem živimo radioaktivan je od svog postanka. Postoji oko 60 radionuklida (radioaktivnih elemenata), koje možemo pronaći u tlu, zraku, vodi, hrani, a time i u svim živim bićima. Po tome kako su nastali dijele se na one koji su oduvijek prisutni na Zemlji, one koji nastaju kao posljedica djelovanja kozmičkih zraka, te one koji su posljedica ljudske tehnologije.
U prvoj su skupini radioaktivni elementi poput uranija-235, uranija-238, torija-232, radija-226, radona-222 ili kalija-40. Oni potječu još iz vremena stvaranja Zemlje, a karakterizira ih vrlo dugo vrijeme poluraspada, čak i do milijardu godina (iznimka je plin radon, čiji je poluživot 3,8 dana). Kozmičko zračenje nas neprestano pogađa. Izvor mu je uglavnom izvan našeg Sunčevog sustava, a sastoji se od raznih oblika zračenja: od vrlo brzih teških čestica, pa do visokoenergijskih fotona i miona. Ono međudjeluje s atomima u gornjim slojevima atmosfere i tako proizvodi radionuklide, koji su najčešće kraćih vremena poluživota. To su, na primjer, ugljik-14, tricij, berilij-7 i drugi.
Ljudi su svojim djelovanjem, poglavito razvojem nuklearnih reaktora i testiranjem nuklearnog oružja, stvorili još neke radioaktivne elemente, poput stroncija-90, joda-129, joda-131, cezija-137, plutonija-239 itd.

### Mjerne jedinice ionizirajućeg zračenja
Aktivnost radioaktivnog uzorka mjeri se u bekerelima (Bq). Aktivnost od 1 Bq znači jedan raspad atomske jezgre u sekundi. Kako su aktivnosti uzoraka često vrlo velike u upotrebi je i veća jedinica, kiri (Ci). 1 Ci iznosi 3,7 • 1010 Bq.
Da bi se mjerila energija, koju putem zračenja apsorbira određena tvar, koristi se jedinica grej (Gy). Omjer te energije i mase tijela koje ju apsorbira zove se apsorbirana doza. Ako se energija od 1 J apsorbira u 1 kg tvari govorimo o apsorbiranoj dozi od 1 Gy. Ovako definirana doza ne govori ništa o biološkim učincima apsorbiranog zračenja. Svaka vrsta zračenja (α, β, γ) ima drugačiji utjecaj na žive stanice, koji se opisuje faktorom Q. Zato se definira ekvivalentna doza, koju dobijemo tako da apsorbiranu dozu pomnožimo faktorom Q. Jedinica za ekvivalentnu dozu je sivert (Sv).